# Seljaküla
Seljaküla – wieś w Estonii, w prowincji Lääne, w gminie Oru. Położona jest na obu brzegach rzeki Vihterpalu. W 2000 roku wieś zamieszkiwało 30 osób.